# Christoph Sumann
Christoph "Sumi" Sumann (Judenburg, 19 de janeiro de 1976) é um biatleta austríaco, medalhista olímpico. 

## Carreira
Christoph Sumann representou seu país nos Jogos Olímpicos de 2002, 2006, 2010 e 2014, na qual conquistou a medalha de prata, na perseguição de 12,5km e prata e bronze no revezamento 4x 7,5km, em 2010 e 2014 respectivamente. 